# Юннинг, Каролина
Кароли́на Юннинг Ни́льссон (швед. Carolina Gynning Nilsson; 6 октября 1978, Мальмё, лен Мальмёхус (ныне лен Сконе), Швеция) — шведская актриса, певица, журналистка, телеведущая, писательница и художница.

## Биография
Каролина Юннинг Нильссон родилась 6 октября 1978 года в Мальмё (провинция Сконе, Швеция).

## Карьера
Каролина начала свою карьеру в качестве модели в 1991 году. Ныне она также является актрисой, журналисткой, телеведущей, писательницей и художницей.

## Личная жизнь
Каролина состоит в фактическом браке с Александром Людекером. У пары есть две дочери — Алисия (род. 5 июня 2012) и Адель (род. 8 мая 2014).